# Campeonato Mundial de Atletismo de 2022 - 35 km marcha atlética feminina
A competição da marcha atlética feminina 35 km no Campeonato Mundial de Atletismo de 2022 foi realizada em Eugene, nos Estados Unidos, no dia 22 de julho de 2022.

## Recordes
Antes da competição, os recordes eram os seguintes:
| Recorde mundial                               | Recordes mundiais serão reconhecidos após 1º de janeiro de 2023 | Recordes mundiais serão reconhecidos após 1º de janeiro de 2023 | Recordes mundiais serão reconhecidos após 1º de janeiro de 2023 | Recordes mundiais serão reconhecidos após 1º de janeiro de 2023 |
| Recorde do campeonato                         | Novo evento                                                     | Novo evento                                                     | Novo evento                                                     | Novo evento                                                     |
| Recorde do ano                                | Margarita Nikiforova (RUS)                                      | 2:38:49                                                         | Tcheboksary, Rússia                                             | 21 de maio de 2022                                              |
| Recorde da África                             | Esther Steenkamp (RSA)                                          | 2:42:04                                                         | Cidade do Cabo, África do Sul                                   | 15 de janeiro de 2022                                           |
| Recorde da Ásia                               | Qieyang Shijie (CHN)                                            | 2:43:06                                                         | Dudince, Eslováquia                                             | 23 de abril de 2022                                             |
| Recorde da América do Norte, Central e Caribe | Robyn Stevens (USA)                                             | 2:49:29                                                         | Dudince, Eslováquia                                             | 23 de abril de 2022                                             |
| Recorde da América do Sul                     | Kimberly García (PER)                                           | 2:43:19                                                         | Dudince, Eslováquia                                             | 23 de abril de 2022                                             |
| Recorde da Europa                             | María Pérez (ESP)                                               | 2:39:16                                                         | Lepe, Espanha                                                   | 20 de janeiro de 2022                                           |
| Recorde da Oceania                            | Sem registro homologado                                         | Sem registro homologado                                         | Sem registro homologado                                         | Sem registro homologado                                         |

Os seguintes recordes mundiais ou olímpicos foram estabelecidos durante esta competição:
| Data        | Evento | Atleta                | Tempo   | Notas            |
| ----------- | ------ | --------------------- | ------- | ---------------- |
| 22 de julho | Final  | Kimberly García (PER) | 2:39:16 | ,                |
| 24 de julho | Final  | Qieyang Shijie (CHN)  | 2:40:37 | Recorde asiático |

## Medalhistas
| Ouro                  | Prata                    | Bronze               |
| Kimberly García (PER) | Katarzyna Zdziebło (POL) | Qieyang Shijie (CHN) |

## Tempo de qualificação
| Tempo de qualificação                |
| ------------------------------------ |
| 2:54:00 ou 4:25:00 em 50 quilômetros |

## Calendário
| Data        | Horário | Fase  |
| ----------- | ------- | ----- |
| 22 de julho | 06:15   | Final |

Todos os horários estão no horário local (UTC-7)

## Resultado final
A final ocorreu dia 22 de julho às 06:15. 
| Pos.              | Atleta                   | Nacionalidade  | Tempo   | Notas                |
| ----------------- | ------------------------ | -------------- | ------- | -------------------- |
| Medalha de ouro   | Kimberly García          | Peru           | 2:39:16 | ,                    |
| Medalha de prata  | Katarzyna Zdziebło       | Polónia        | 2:40:03 | Recorde nacional     |
| Medalha de bronze | Qieyang Shijie           | China          | 2:40:37 | ,                    |
| 4                 | Antigoni Drisbioti       | Grécia         | 2:41:58 | Recorde nacional     |
| 5                 | Raquel González          | Espanha        | 2:42:27 | Recorde pessoal      |
| 6                 | Laura García-Caro        | Espanha        | 2:42:45 | Recorde pessoal      |
| 7                 | Li Maocuo                | China          | 2:44:28 | Recorde pessoal      |
| 8                 | Viviane Lyra             | Brasil         | 2:45:02 | Recorde nacional     |
| 9                 | Serena Sonoda            | Japão          | 2:45:09 | Recorde pessoal      |
| 10                | Yin Lamei                | China          | 2:46:02 | Recorde pessoal      |
| 11                | Olga Niedziałek          | Polónia        | 2:49:43 | Recorde pessoal      |
| 12                | Magaly Bonilla           | Equador        | 2:50:39 |                      |
| 13                | Inês Henriques           | Portugal       | 2:51:12 | Recorde da temporada |
| 14                | Nadia González           | México         | 2:52:06 | Recorde nacional     |
| 15                | Mirna Ortíz              | Guatemala      | 2:54:00 |                      |
| 16                | Paola Pérez              | Equador        | 2:54:15 |                      |
| 17                | Galina Yakusheva         | Cazaquistão    | 2:54:50 | Recorde pessoal      |
| 18                | Evelyn Inga              | Peru           | 2:56:04 |                      |
| 19                | Vitória Oliveira         | Portugal       | 2:57:37 |                      |
| 20                | Elisa Neuvonen           | Finlândia      | 2:57:42 | Recorde nacional     |
| 21                | Alejandra Ortega         | México         | 2:58:46 |                      |
| 22                | Maria Michta-Coffey      | Estados Unidos | 2:58:51 | Recorde pessoal      |
| 23                | Hana Burzalová           | Eslováquia     | 2:59:32 | Recorde nacional     |
| 24                | Stephanie Casey          | Estados Unidos | 3:00:54 | Recorde pessoal      |
| 25                | Yasury Palacios          | Guatemala      | 3:01:16 |                      |
| 26                | Ana Veronica Rodean      | Roménia        | 3:01:29 | Recorde da temporada |
| 27                | Efstathia Kourkoutsaki   | Grécia         | 3:02:27 | Recorde pessoal      |
| 28                | Aura Morales             | México         | 3:04:50 |                      |
| 29                | Miranda Melville         | Estados Unidos | 3:05:31 |                      |
| 30                | Elianay Pereira          | Brasil         | 3:05:39 | Recorde pessoal      |
| 31                | Mayara Luize Vicentainer | Brasil         | 3:06:10 |                      |
| 32                | Ema Hačundová            | Eslováquia     | 3:07:02 | Recorde pessoal      |
| 33                | Jaaneth Mamani           | Bolívia        | 3:07:16 | Recorde pessoal      |
| 34                | Kelly Ruddick            | Austrália      | 3:11:55 |                      |
| 35                | Sandra Silva             | Portugal       | 3:17:23 | Recorde pessoal      |
| 36                | Tereza Ďurdiaková        | Chéquia        | DNF     | DNF                  |
| 36                | Christina Papadopoulou   | Grécia         | DNF     | DNF                  |
| 36                | Mihaela Acatrinei        | Roménia        | DNF     | DNF                  |
| 36                | Nadiya Borovska          | Ucrânia        | DNF     | DNF                  |
| 36                | Tiia Kuikka              | Finlândia      | DSQ     | DSQ                  |
| 36                | Polina Repina            | Cazaquistão    | DSQ     | DSQ                  |

Legenda
| Recorde mundial       | Recorde mundial (World record)               |                       | Recorde africano                      | Recorde africano (African) |                                           | Q | Classificado por posição (Qualified) |
| Recorde do campeonato | Recorde do campeonato (Championship record)  | Recorde da América    | Recorde da América (Americas)         | q                          | Classificado por melhor tempo (Qualified) |   |                                      |
| Melhor marca do ano   | Melhor marca do ano (World leading)          | Recorde asiático      | Recorde asiático (Asian)              | DNS                        | Não largou (Did not start)                |   |                                      |
| Recorde nacional      | Recorde nacional (National record)           | Recorde europeu       | Recorde europeu (European)            | DNF                        | Não terminou (Did not finish)             |   |                                      |
| Recorde pessoal       | Recorde pessoal do atleta (Personal best)    | Recorde da Oceania    | Recorde da Oceania (Oceania)          | DSQ / DQ                   | Desclassificado (Disqualified)            |   |                                      |
| Recorde da temporada  | Recorde da temporada do atleta (Season best) | Recorde sul-americano | Recorde sul-americano (South America) | NM                         | Sem marca (No mark)                       |   |                                      |